# جان ویلسون

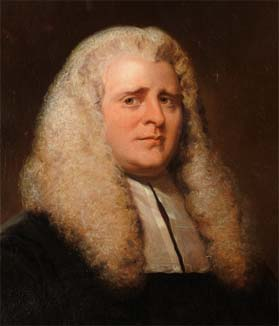

جان ویلسون ریاضیدان انگلیسی زاده ۶ اوت سال ۱۷۴۱ شهر اپلثویت است. از کارهای وی می‌توان به قضیه ویلسون اشاره کرد.
او پیش از رفتن به پتر هاوس کمبریج در مدرسه استاولی، کامبریا درس می خواند. و در کمبریج شاگرد ادوارد وارینگ بود. او در سال 1782 لقب همکار انجمن سلطنتی را دریافت کرد.